# Robe (Arsi)
Pour les articles homonymes, voir Robe (Balé) et Robe.
Robe (prononcé Robé[à vérifier], parfois transcrit Robi) est une ville du centre-est de l'Éthiopie située dans la zone Arsi de la région Oromia. Chef-lieu du woreda Robe, elle a 15 169 habitants en 2007.
Robe est l'ancienne capitale administrative de l'awraja Ticho dans la province de l'Arsi.
La ville se trouve vers 2 400 m d'altitude sur la route Iteya-Gasera, 75 km au sud-est d'Iteya où passe la route principale venant d'Adama et 120 km au nord-ouest de Gasera dans la zone Bale. Elle est le point de départ de la route desservant Seru, et le sud-est de la zone Arsi, en direction de Sheikh Hussein dans la zone Est Bale.
Elle compte 15 169 habitants habitants au recensement national de 2007, c'est alors la troisième agglomération de la zone Arsi par la population après Assella et Bekoji.